# مارتزانو دی نولا
مارتزانو دی نولا (به ایتالیایی: Marzano di Nola) یک کومونه در ایتالیا است که در استان آولینو واقع شده‌است.

## خصوصیات
مارتزانو دی نولا ۴٫۶۲ کیلومترمربع مساحت و ۱٬۷۰۴ نفر جمعیت دارد و ۱۲۰ متر بالاتر از سطح دریا واقع شده‌است.

## خواهرخوانده
شهرهای Bibbiano و کورزی خواهرخوانده‌های مارتزانو دی نولا هستند.